# Bad 25
Bad 25 é o relançamento comemorativo de 25 anos do sétimo álbum de estúdio de Michael Jackson, Bad (1987), lançado em 18 de setembro de 2012 em cooperação entre a Epic, a Legacy, a Sony, e a MJJ Productions.
Este é o segundo álbum de Jackson a ser relançado em seu 25º aniversário, sendo o primeiro Thriller 25 (2008). Bad vendeu 35 milhões de cópias em todo o mundo, tornando-se um dos álbuns mais vendidos de todos os tempos. Junto com o álbum original, Bad 25 contém gravações demo gravadas durante a era Bad, com a edição deluxe também contendo um CD e DVD ao vivo de Live at Wembley July 16, 1988, a apresentação de Jackson no Estádio de Wembley durante sua turnê Bad (1987–1989).
Para implementar uma nova campanha "Live for Now", a Pepsi promoveu o 25º aniversário de Bad produzindo um bilhão de latas de Pepsi com uma imagem de Jackson no videoclipe de sua canção "Smooth Criminal". Latas de 450ml da edição limitada foram produzidas e distribuídas em todo o mundo. Em 18 de setembro de 2012, a Sony Music e o espólio de Michael Jackson, em parceria com o canal BET, transmitiram um especial televisivo de duas horas intitulado Bad 25: The Short Films of Michael Jackson, que mostra os curtas de Bad. Bad 25 estreou na primeira posição na parada americana Billboard Top Pop Catalog Albums e na Itália. O álbum recebeu críticas mistas, com críticas direcionadas à produção e aos extras do álbum.

## Lançamento
Anunciado em maio de 2012 pela Michael Jackson Company LLC, vários formatos de Bad 25 foram lançados simultaneamente em 18 de setembro de 2012. O álbum, composto de dois discos, inclui o álbum original, além de material inédito gravado durante as sessões de Bad. O material inclui versões demo iniciais das canções do álbum, demos de canções não incluídas no álbum final e remixes.
A edição deluxe do álbum, que é um box set, inclui: os dois discos, juntamente com um CD e um DVD da apresentação ocorrida em 16 de julho de 1988 no Estádio de Wembley, em Londres, Inglaterra, intitulado Live at Wembley July 16, 1988, um livreto com fotos da produção do álbum Bad, e fotos dos bastidores dos curtas de Bad, um pôster frente e verso e um adesivo de Bad 25. Uma versão em vinil do lançamento original de 1987 (que não inclui a canção "Leave Me Alone") também foi lançada. Três canções, "Streetwalker", "Fly Away" e "Todo Mi Amor Eres Tú" (versão em espanhol de "I Just Can't Stop Loving You") já haviam aparecido em Bad: Special Edition, em 2001. A edição japonesa inclui "Bad" (Ao vivo no Estádio de Yokohama, setembro de 1987).
Bad 25 é o nono álbum lançado pela Sony e pela Motown desde a morte de Michael Jackson em 25 de junho de 2009.

## Promoção
Para implementar uma nova campanha "Live for Now", a Pepsi planejou promover o 25º aniversário de Bad produzindo um bilhão de latas de Pepsi com uma foto de Michael Jackson no videoclipe da canção "Smooth Criminal" (não incluída no CD ou DVD). Latas de 450ml, de edição limitada, foram produzidas e distribuídas em todo o mundo.
O documentário foi exibido no 69º Festival Internacional de Cinema de Veneza, de 29 de agosto a 8 de setembro de 2012, e estreou na rede ABC em 22 de novembro de 2012.
Em 18 de setembro de 2012, a Sony Music e o espólio de Michael Jackson, em parceria com o canal BET, transmitiram um especial televisivo de duas horas intitulado Bad 25: The Short Films of Michael Jackson, que mostra os curtas de Bad, que assim como os de Thriller (1982), revolucionaram a indústria da música, e também conta com entrevistas com fãs, jornalistas e críticos.

## Lista de faixas
Todas as faixas escritas por Michael Jackson, exceto onde indicado; todas as faixas produzidas por Quincy Jones e co-produzidas por Jackson.
| Bad – edição padrão: álbum original (CD 1) |                                                                                 |         |  |
| N.º                                        | Título                                                                          | Duração |  |
| 1.                                         | "Bad"                                                                           | 4:07    |  |
| 2.                                         | "The Way You Make Me Feel"                                                      | 4:58    |  |
| 3.                                         | "Speed Demon"                                                                   | 4:01    |  |
| 4.                                         | "Liberian Girl"                                                                 | 3:53    |  |
| 5.                                         | "Just Good Friends" (com Stevie Wonder; escritores: Terry Britten, Graham Lyle) | 4:08    |  |
| 6.                                         | "Another Part of Me"                                                            | 3:54    |  |
| 7.                                         | "Man in the Mirror" (escritores: Siedah Garrett, Glen Ballard)                  | 5:19    |  |
| 8.                                         | "I Just Can't Stop Loving You" (com Siedah Garrett)                             | 4:12    |  |
| 9.                                         | "Dirty Diana"                                                                   | 4:41    |  |
| 10.                                        | "Smooth Criminal"                                                               | 4:17    |  |
| 11.                                        | "Leave Me Alone"                                                                | 4:10    |  |
| Duração total:                             | Duração total:                                                                  | 48:10   |  |

| Bad – edição padrão: material bônus (CD 2) | |         |  |
| N.º                                        | Título | Duração |  |
| 1.                                         | "Don't Be Messin' 'Round"" | 4:18    |  |
| 2.                                         | "I'm So Blue" | 4:06    |  |
| 3.                                         | "Song Groove" (aka Abortion Papers)                                                                                                  | 4:25    |  |
| 4.                                         | "Free" | 4:24    |  |
| 5.                                         | "Price of Fame" | 4:32    |  |
| 6.                                         | "Al Capone" | 3:33    |  |
| 7.                                         | "Streetwalker" | 5:52    |  |
| 8.                                         | "Fly Away" | 3:26    |  |
| 9.                                         | "Todo Mi Amor Eres Tú" (versão em espanhol de "I Just Can't Stop Loving You"; escritores: Jackson, Rubén Blades)                     | 4:04    |  |
| 10.                                        | "Je Ne Veux Pas la Fin de Nous" (versão em francês de "I Just Can't Stop Loving You"; escritores: Jackson, Christine "Coco" Decroix) | 4:07    |  |
| 11.                                        | "Bad" (DJ Buddha Edit) (remix de Afrojack com part. de Pitbull; escritores: Jackson, Armando Pérez)                                  | 4:26    |  |
| 12.                                        | "Speed Demon" (remix de Nero) | 4:08    |  |
| 13.                                        | "Bad" (Club Mix) (remix de Afrojack)                                                                                                 | 7:31    |  |
| Duração total:                             | Duração total: | 56:09   |  |

| Bad – edição padrão: material bônus (faixa bônus da edição japonesa) (CD 2) |                                                            |         |  |
| N.º                                                                         | Título                                                     | Duração |  |
| 14.                                                                         | "Bad" (ao vivo no Estádio de Yokohama em setembro de 1987) | 4:41    |  |
| Duração total:                                                              | Duração total:                                             | 6050    |  |

| Bad – edição deluxe: Live at Wembley July 16, 1988 (CD 3) | |         |  |
| N.º                                                       | Título | Duração |  |
| 1.                                                        | "Wanna Be Startin' Somethin'" | 5:21    |  |
| 2.                                                        | "This Place Hotel" | 4:54    |  |
| 3.                                                        | "Another Part of Me" | 4:03    |  |
| 4.                                                        | "I Just Can't Stop Loving You" (dueto com Sheryl Crow) | 4:24    |  |
| 5.                                                        | "She's Out of My Life" (escritor: Tom Bahler) | 3:16    |  |
| 6.                                                        | "I Want You Back" / "The Love You Save" / "I'll Be There" (escritores: Berry Gordy, Freddie Perren, Alphonso Mizell, Deke Richards / Gordy, Perren, Mizell, Richards / Gordy, Bob West, Willie Hutch, Hal Davis) | 5:06    |  |
| 7.                                                        | "Rock with You" (escritor: Rod Temperton) | 4:05    |  |
| 8.                                                        | "Human Nature" (escritores: Steve Porcaro, John Bettis) | 4:29    |  |
| 9.                                                        | "Smooth Criminal" | 4:42    |  |
| 10.                                                       | "Dirty Diana" | 5:01    |  |
| 11.                                                       | "Thriller" | 4:28    |  |
| 12.                                                       | "Workin' Day and Night" | 5:54    |  |
| 13.                                                       | "Beat It" | 5:45    |  |
| 14.                                                       | "Billie Jean" | 5:39    |  |
| 15.                                                       | "Bad" | 4:28    |  |
| 16.                                                       | "Man in the Mirror" | 6:22    |  |
| Duração total:                                            | Duração total: | 75:14   |  |

| Bad – edição deluxe: Live at Wembley July 16, 1988 (DVD) | |         |  |
| N.º                                                      | Título | Duração |  |
| 1.                                                       | "Wanna Be Startin' Somethin'" | 6:32    |  |
| 2.                                                       | "This Place Hotel" | 4:43    |  |
| 3.                                                       | "Another Part of Me" | 4:24    |  |
| 4.                                                       | "I Just Can't Stop Loving You" (dueto com Sheryl Crow) | 4:55    |  |
| 5.                                                       | "She's Out of My Life" (escritor: Tom Bahler) | 3:53    |  |
| 6.                                                       | "I Want You Back" / "The Love You Save" / "I'll Be There" (escritores: Berry Gordy, Freddie Perren, Alphonso Mizell, Deke Richards / Gordy, Perren, Mizell, Richards / Gordy, Bob West, Willie Hutch, Hal Davis) | 7:17    |  |
| 7.                                                       | "Rock with You" (escritor: Rod Temperton) | 4:23    |  |
| 8.                                                       | "Human Nature" (escritores: Steve Porcaro, John Bettis) | 5:12    |  |
| 9.                                                       | "Smooth Criminal" | 6:24    |  |
| 10.                                                      | "Dirty Diana" | 6:24    |  |
| 11.                                                      | "Thriller" | 5:29    |  |
| 12.                                                      | "Bad Groove" (Band Jam) (escritor: Greg Phillinganes) | 13:55   |  |
| 13.                                                      | "Workin' Day and Night" | 7:59    |  |
| 14.                                                      | "Beat It" | 6:45    |  |
| 15.                                                      | "Billie Jean" | 8:36    |  |
| 16.                                                      | "Bad" | 10:06   |  |
| 17.                                                      | "Man in the Mirror" | 9:24    |  |
| Duração total:                                           | Duração total: | 116:21  |  |

| Bad – conteúdo bônus da edição deluxe: Live at Wembley July 16, 1988 (DVD) |                                        |         |  |
| N.º                                                                        | Título                                 | Duração |  |
| 18.                                                                        | "The Way You Make Me Feel"             | 5:22    |  |
| 19.                                                                        | "I Just Can't Stop Loving You" / "Bad" | 11:23   |  |
| Duração total:                                                             | Duração total:                         | 133:06  |  |

## Singles
• I Just Can't Stop Loving You: O CD Single de "I Just Can't Stop Loving You” foi lançado dia 1 de junho de 2012 em alguns países. O single contem uma faixa inédita intitulada "Don't Be 'Messin 'Round".

• Bad (Remix By Afrojack Featuring Pitbull - DJ Buddha Edit): A faixa tem aproximadamente 4 minutos. CD Single lançado no dia 14 de agosto.

• Bad (Remix By Afrojack): CD Single lançado dia 10/08.